# Чуридило
«Чуридило» — советско-венгерский короткометражный рисованный мультфильм 1976 года режиссёра Леонида Носырева. По мотивам сказки венгерского писателя Эрвина Лазара.

## Сюжет
Взрослый человек сидит дома и решает сложную математическую задачу, пишет формулы. От скуки он начинает рисовать каракули на листочке. Выходит странное существо. К нему приходит маленькая светловолосая девочка Эрика и называет существо «чуридилом». У него много рук и ног, три пары глаз и три пары губ. Внезапно он оживает. Эрике нравится и она просит человека нарисовать что-нибудь ещё. Так возникают весёлый крокодил, лиловый волчонок, лошадка в яблоках. Но тут раздаётся звонок в дверь. Человеку приходится вернуться к серым будням, заботам и трудам. Про рисунки он говорит девочке, что это только каракули. Эрика исчезает. Вдруг мужчине попадает в руки рисунок с «чуридилой». Человек внезапно начинает кувыркаться в кресле, вспомнив, как ему было весело. Он зовёт девочку обратно, и они начинают вместе гулять по разноцветному миру фантазии.

## Съёмочная группа
- Автор сценария: Генрих Сапгир
- Режиссёр: Леонид Носырев
- Художник-постановщик: Вера Кудрявцева
- Композитор: Евгений Ботяров
- Оператор: Кабул Расулов
- Звукооператор: Владимир Кутузов
- Монтажница: Ольга Василенко
- Ассистенты:
  - режиссёра — Галина Андреева
  - художника — Елена Гололобова
  - оператора — Людмила Крутовская
- Художники-мультипликаторы: Ференц Рофус, Тибор Хернади, Марина Рогова, Эльвира Маслова, Татьяна Померанцева
- Художники: Ирина Светлица, София Митрофанова, Владимир Захаров, Н. Иванчева
- Поют солисты: Московского камерного хора
- Редактор: Аркадий Снесарев
- Директор картины: Любовь Бутырина

## Роли озвучивали
- Галина Иванова — девочка
- Георгий Тараторкин — художник

## О мультфильме
- Несколько особняком стоит фильм «Чуридило»…

Леонид Носырев: «Чуридило» — да, он особенный немножко. Ну, во-первых, он снят по сказке венгерского писателя. И постановка была совместная с венграми. Сюжет там такой. Человек живёт в городе, весь в делах, весь в работе. Он приходит домой, чертит что-то машинально, и вдруг на листочке существо образовалось. Чуридило. Этот листочек живой, а человек как увидел, сразу же обрадовался, запрыгал, а в окошке девочка появилась… Нет, не так, подзабылось чуть-чуть, это она пришла к нему и увидела в каракулях Чуридило, существо такое, с ручками, ножками, глазками. Девочка просит: «Нарисуй ещё чего-нибудь». И он начинает рисовать… волка, лошадку, крокодильчика. И целое веселое такое семейство получилось. И тут, звонит звонок, он уходит, потом опять приходит усталый: девочка играет, Чуридило вьется на бумажке, а он не обращает на них никакого внимания.
Эта вещь, конечно, выбивается: тема города, одиночество. Но в то же время все равно — это детская тематика, чудные существа, какие-то крокодильчики, фиолетовый волк. Чуридило. И, в общем-то, для меня этот мир детства очень близок. В изобразительном плане — опять же разноцветие, хотя стилистика была такая… кубистическая — художнику хотелось что-то сделать в духе Клее.
— Интервью с Леонидом Носыревым 